# Quedlinburger Siegesdenkmal

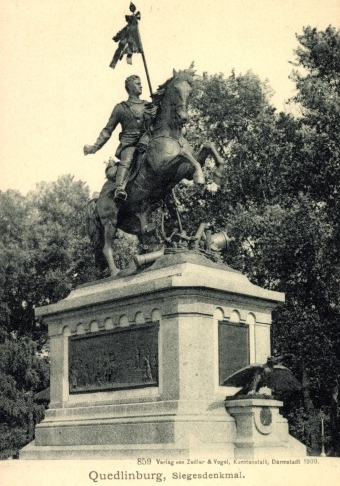
Siegesdenkmal auf einer Ansichtskarte ca. 1900

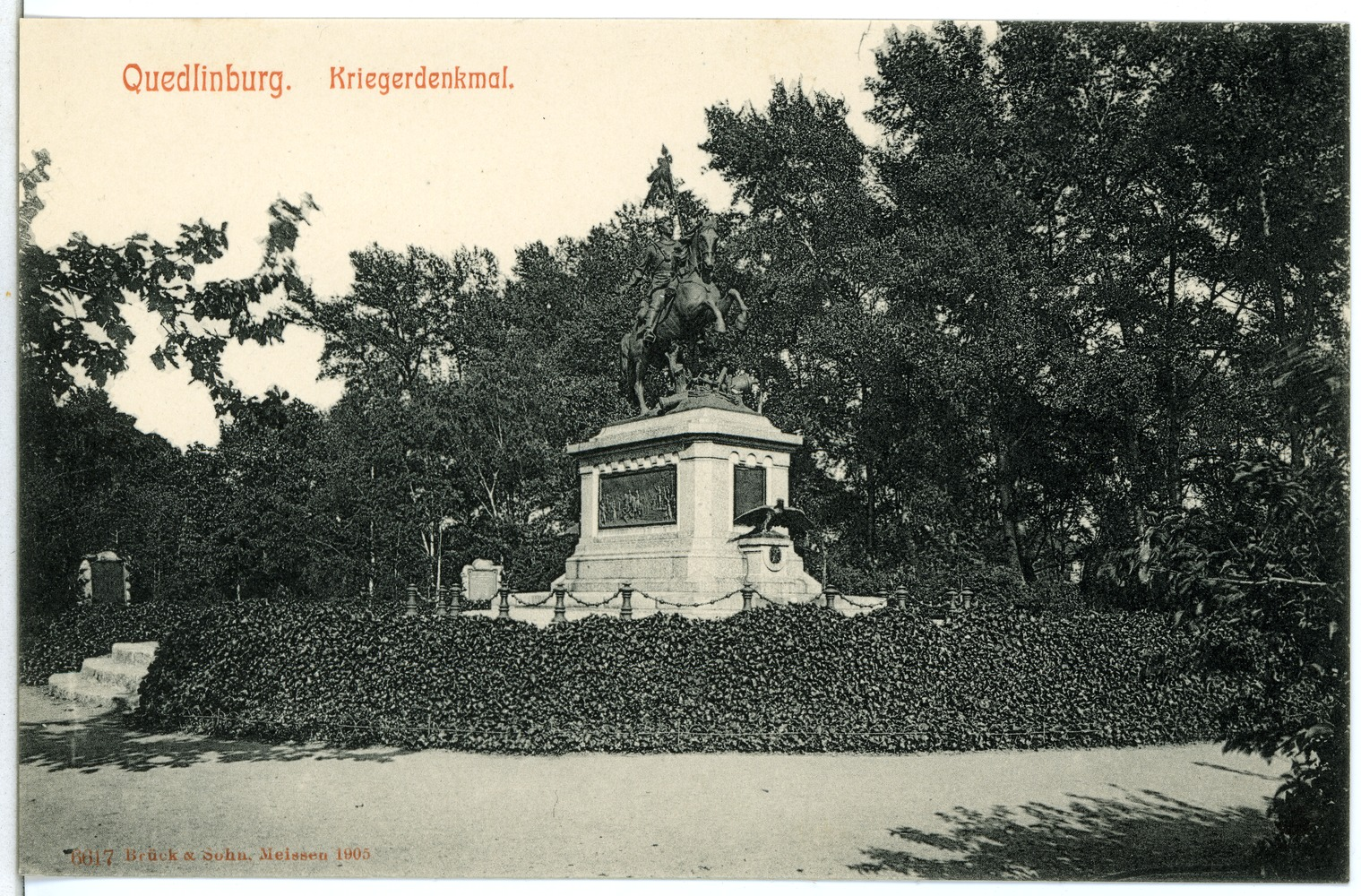
Darstellung auf einer Postkarte mit Gestaltung des Umfeldes, 1905

Das Quedlinburg Siegesdenkmal, auch Kürassier-Denkmal oder Reiterdenkmal, war ein Denkmal in der Stadt Quedlinburg im heutigen Sachsen-Anhalt.

## Lage
Es befand sich auf dem jetzigen Friedrich-Ebert-Platz, östlich der historischen Quedlinburger Neustadt. Gegenüber dem Denkmal befand sich mit dem Friede beschützt durch Waffen ein weiteres, heute nicht mehr bestehendes Denkmal.

## Geschichte
Am 30. September 1890 wurde die Bevölkerung aufgerufen für ein Denkmal zur Erinnerung an die Gefallenen und Verwundeten der Kriege von 1866 und 1871 Geld zu spenden. Wichtigster Förderer des Denkmals war der Amtsrichter Hahn, der dafür später den Roten Adlerorden 4. Klasse erhielt. Ein Verein für die Errichtung eines Siegesdenkmals zu Quedlinburg war gegründet worden. Besonderes Gewicht wurde dabei auf den Beitrag des Kürassier-Regiment „von Seydlitz“ (Magdeburgisches) Nr. 7 in der Schlacht von Mars-la-Tour am 16. August 1870 gelegt.
Mit der Herstellung wurde der Quedlinburger Bildhauer Richard Anders beauftragt, der dem Quedlinburger Magistrat Entwürfe vorlegte. Für den Reiter hatte Kürassier Wilhelm Rahmsdorf (* 1843; † 1917) Modell gesessen, der während der Schlacht von Mars-la-Tour als Standartenträger des Kürassier-Regiments gedient hatte.
Das Denkmal wurde auf dem damaligen Kaiser-Wilhelm-Platz, dem heutigen Friedrich-Ebert-Platz, nördlich der Bahnhofstraße aufgestellt. Die Einweihung fand in Anwesenheit von Rahmsdorf am 27. Oktober 1895 statt.

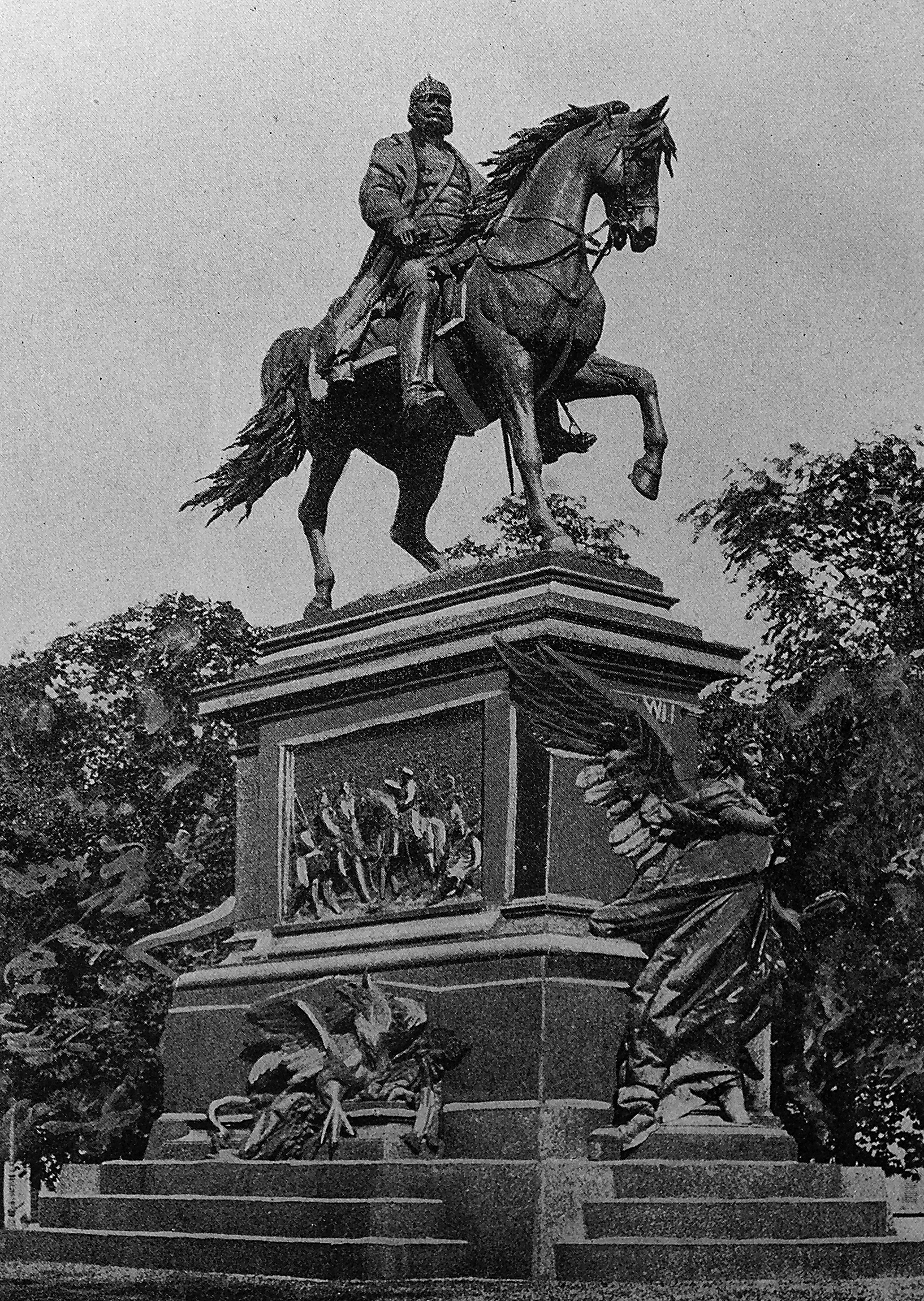
Kaiserdenkmal in Karlsruhe, 1897. Das Reiterdenkmal in Quedlinburg mit der Darstellung eines einfachen Soldaten wurde von den Bürgern der Stadt, bewusst den andernorts üblichen Kaiserdenkmälern als Gegenüberstellung und auch zur Mahnung errichtet.

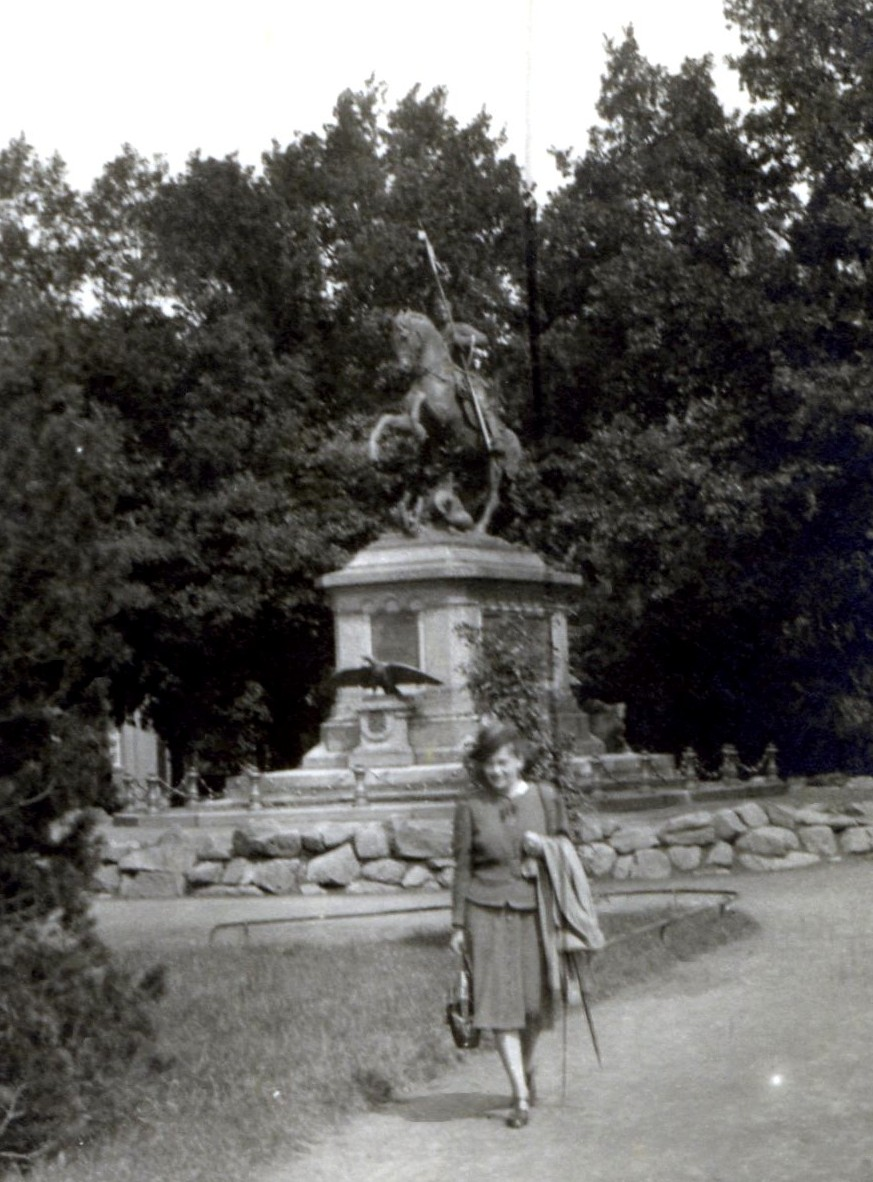
Denkmal im August 1940

Den Quedlinburgern Bürgern, die dieses Denkmal 1890 gestiftet haben, war es wegen der hohen Verlustzahlen bei der Schlacht von Mars-la-Tours wichtig, dass ein einfacher Soldat dargestellt werden sollte. Viele Opfer hatten ihren Standort in Quedlinburg gehabt – die Größe des Denkmals orientierte sich deshalb bewusst an den zeitgenössischen Kaiser-Wilhelm-I.-Denkmälern, von denen nachfolgend auch eines vom Quedlinburger Bildhauer Anders für die Stadt Köln (1897) geschaffen worden ist. Der Guss erfolgte durch die Bronzegießerei Martin & Piltzing Berlin. Die im Vertrag vorgesehenen Kosten des Denkmals beliefen sich auf 50.000 Mark, weitere 14.000 Mark waren für den Sockel, Reliefs und Inschriften vorgesehen.
Während des Zweiten Weltkriegs erfolgte am 5. Juli 1942 eine Anweisung des Reichsministeriums für Wissenschaft, Erziehung und Volksbildung, die am Denkmal befindlichen Bronzeplatten, sowie bronzene Adler, Ketten und Kränze zu entfernen. Sie wurde am 14. Juli 1942 vollzogen.
Nach Kriegsende beschloss am 7. Februar 1946 der von Herrn Wolf geleitete Antifa-Block Quedlinburg die Beseitigung des Denkmals. Der Schrotthändler Schiller riss mittels um den Hals des Pferdes gelegtem Seil und einem Lanz-Bulldog-Traktor dann am 6. März 1946 das Denkmal um. Am 6. Juli 1946 wurde die Statue in der örtlichen Fabrik Steinle & Hartung eingeschmolzen, wobei man 1770 Kilogramm Bronze im Wert von 902,70 Reichsmark erhielt. Standarte und die Seitenplatten mit den Namen von Gefallenen wurden jedoch vor der Einschmelzung bewahrt. Während die Platten herausgegeben werden mussten und zum Altstoffhändler Winter kamen, wurde die Standarte auf dem Dachboden des Quedlinburgers Herbert Zabel versteckt. Nach der politischen Wende des Jahres 1989 gelangte die Standarte in das Garnisonsmuseum Quedlinburg.

## Gestaltung
Das bronzene Denkmal hatte ohne Standarte eine Höhe von acht Metern und stellte einen auf einem über ein Kanonenrohr springendem Pferd sitzenden Reiter dar. Die Höhe des Reiters betrug 3,60 Meter. Der Reiter trug in seiner rechten Faust einen zum Stoß erhobenen Pallasch. Links hielt er Standarte und Zügel. Das Pferd befand sich auf einem Sockel aus poliertem grauem Innsbrucker Granit, an dessen Seiten Reliefplatten befestigt waren. An den schmalen Stirnseiten befand sich je eine von einem Adler bekrönte Konsole. An der schmalen Vorderseite befand sich die Inschrift: Ihren Söhnen, den Mitkämpfern für die Wiederaufrichtung des deutschen Reiches, die dankbare Heimat.
Auf der Rückseite befanden sich zwei Strophen eines Gedichts Ferdinand Freiligraths:
Sie haben Tod und Verderben gespien -

Wir haben es nicht gelitten.

Zwei Kolonnen Fußvolk, zwei Batterien -

Wir haben sie niedergeritten.
Doch ein Blutritt wars, ein Todesritt,

Wohl wichen sie unseren Hieben;

Doch von zwei Regiementern, was ritt und was stritt,

Unser zweiter Mann ist geblieben.
Auf der Platte auf der linken Längsseite war der Auszug der Soldaten des 4. (Magdeburgische) Infanterie-Regiment Nr. 67 und der Seydlitz-Kürassiere aus der Stadt Quedlinburg abgebildet. Die Szene spielte sich auf dem Marktplatz vor dem Rathaus Quedlinburg ab. Die Einheiten wurden von den Honoratioren der Stadt verabschiedet. Diverse Personen waren dabei konkret abgebildet. Von rechts nach links waren zu sehen: Gerichtsassessor Hahn, der Vater des Bildhauers Rentner Anders, der Dichter Julius Wolff, Bankier Hermann Vogler, Rentner Wilhelm Wolff, Superintendent Theune, Stadtverordnetenvorsteher Palm und links von ihm der 1. Bürgermeister Gustav Brecht, der eine Ansprache hielt. Als Teil seiner Rede war unterhalb der Tafel der Text So ziehet denn hin! Denkt Eurer Heimat und kehrt als Sieger wieder, geführt von Wilhelm, dem Kaiser der Deutschen zu lesen. Links von Brecht befand sich Oberlehrer Dr. Brinkmann, Kunst- und Handelsgärtner Gustav Dippe, der Kommandeur der 67er, Major von Wittich, der ebenfalls zu den 67er gehörende Kompagniechef Hauptmann Grüson, der Leutnant im 7. (Magdeburgische) Kürassier-Regiment von Campbell, der Rittmeister im Kürassier-Regiment von Heister, Wachtmeister Melcher des 4. Eskadron des Kürassier-Regiments, der Chef des 4. Eskadrons Rittmeister von Beulwitz und letztlich links unten der Bildhauers Anders.
Auf dem rechten Relief befand sich eine Abbildung der Proklamation des Kaisers in Versailles. Unterhalb der Tafel prangte die Inschrift Vergiss, mein Volk, die treuen Toten nicht. Auf der Rückseite des Denkmals befanden sich Tafeln mit den Namen von 231 in den beiden Kriegen Gefallenen.

## Das Quedlinburger Siegesdenkmal in der Literatur
Der aus Quedlinburg stammende Dichter Julius Wolff beschrieb das Denkmal mit den Worten: „Da steht’s das Reiterbild, in Erz gegossen. Ein tapfrer, junger Seydlitz Kürassier, Schwert in der Faust, im Sattel fest geschlossen, sprengt er dahin mit seinem Tier“.